# Karl Eduard Morstadt
Karl Eduard Morstadt (* 7. April 1792 in Karlsruhe; † 10. Januar 1850) war ein deutscher Rechtswissenschaftler, Nationalökonom und Hochschullehrer an der Ruprecht-Karls-Universität Heidelberg.

## Leben und Werk
Morstadt war Sohn des späteren großherzoglich-badischen Hoffouriers Georg Michael Morstadt und seiner Frau Friederike Jakobine. 1809 nahm er das Studium der Rechtswissenschaften an der Universität Heidelberg auf, das er 1812 mit dem Rechtskandidatenexamen bestand. Im selben Jahr erlangte er in Freiburg im Breisgau mit einer Disputation über die Frage utrum iudex ex officio teneatur, omissem a reo praescriptionis exceptionem supplere? den juristischen Doktorgrad. Anschließend war er als Advokat in Karlsruhe tätig.
1815 richtete Morstadt eine Schrift an den Senat der Universität mit der Bitte, ihn als Privatdozenten zu beschäftigen. Dies wurde ihm unter der Auflage der Habilitation in Heidelberg gewährt. Morstadt kam dieser Auflage jedoch nicht nach und letztlich wurde sie ihm erlassen, da die an der ebenfalls badischen Universität Freiburg erfolgte Promotion als ausreichend angesehen wurde. Mit seiner Weigerung hatte Morstadt sich jedoch erste inneruniversitäre Gegner geschaffen. 1819 heiratete er Wilhelmine Magdalene Piton. Im selben Jahr wurde er in Heidelberg noch zum außerordentlichen Professor ernannt. Zahlreiche Versuche, ein Ordinariat zu erlangen, scheiterten jedoch am Widerstand der Fakultät. Deren Abneigung hatte sich Morstadt durch schmähende und beleidigende Äußerungen in seinen Vorlesungen und Schriften über verdiente Kollegen wie Carl Joseph Anton Mittermaier und Robert von Mohl zugezogen. So soll er in einer Vorlesung ein Buch Mittermaiers mit den Worten „Ich werfe dasselbe an die Wand; was daran gut ist, bleibt hängen.“ an die Wand geworfen haben; auf ein anderes Buch soll er gespuckt haben. Mohl bezeichnet ihn in seinen Lebenserinnerungen als Halbnarr, ein Ausbund von Gemeinheit und ein dem Trunke ergebener Asot. Wahrscheinlich gerade wegen seiner Polemik waren Morstadts Vorlesungen, die er hauptsächlich zum Zivilprozessrecht abhielt, von den Studenten sehr gut besucht. 1823 wurde ihm in einem Versuch, ihn zu besänftigen, ein Lehrauftrag für Nationalökonomie erteilt. Hiervon machte er jedoch nur sehr sporadisch Gebrauch, da er sein Hauptziel, das Ordinariat, nicht erreicht hatte.
Eine Bittschrift von 1833, ein Ordinariat für Staatsrecht und Badisches Landrecht zu erhalten, deren Repräsentation an der Fakultät „desolat“ sei, wurde wegen eines äußerst negativ ausgefallenen Gutachtens seiner Professorenkollegen ebenfalls abgewiesen. Nach einer abermaligen schweren Beleidigung des Dekans Mittermaier in einer 1847 erschienenen Schrift bat er – vermutlich um einer drohenden Suspendierung zuvorzukommen – „auf ärztlichen Ratschlag“ um Entlassung. Dieser Bitte wurde umgehend entsprochen.
Morstadts Werk entspricht weitgehend seiner Neigung, andere zu kritisieren. Eigene Schriften liegen vereinzelt zum Zivilprozessrecht vor, hauptsächlich beschränkte er sich jedoch darauf, die eben erschienenen Werke seiner Kollegen zu verunglimpfen. Nichtsdestotrotz gelang ihm mit seiner Kritik über Feuerbachs Lehrbuch ein auch fachlich sogar von seinen Gegnern gewürdigtes Werk.

## Schriften
- Dissertatio juridica qua disauiritur num Germanoru jureconsulti novo legum civilium codici condendo idonei sint censendi? Engelmann, Heidelberg 1815. (Dissertationsschrift)
- Materialkritik von Martins Civilproceß-Lehrbuch Groos, Heidelberg 1820. (Zweite Auflage 1828)
- Gemeindeutscher Civilproceßschlüssel, pragmatisch-kritischer Kommentar zu Lindes Civilproceßlehrbuch Heidelberg 1847.
- Notizen aus dem badischen Juristen-Examen, Heidelberg 1847
- Polemisch-humoristische Leuchtkugeln in das deutsche Privatfürstenrecht oder humoristische Bekämpfung von Heffter’s (sic!) Irrlehre über Gewissensehe, heimliche Ehe und Mantelkindererbrecht, Heidelberg 1847
- Ausführlicher Kommentar zu Feuerbachs Lehrbuch des gemeinen peinlichen Rechts Hurter, Schaffhausen 1855.